# 管財人
管財人（かんざいにん）とは、民事再生法又は会社更生法に基づき、更生会社又は再生債務者（法人に限る）の業務及び財産を管理するために裁判所により選任される者。
民事再生法では、管財人は特に必要がある場合にのみ選任される。
破産管財人や金融整理管財人、諸外国の倒産手続で類似の機能を有する者（例：英国法のliquidationにおけるtrustee）を指すこともある。